# Cratere Namatjira
Namatjira  è un cratere sulla superficie di Mercurio.